# Z-Ro
Joseph Wayne McVey, född 6 juni 1976 i Houston, Texas, mer känd som Z-Ro, är en amerikansk rappare, sångare och musikproducent.
Z-Ro var en av de första sydstatsrapparna från Houston som slog igenom i amerikansk mainstreammedia. Han är en av originalmedlemmarna i The Screwed up click (se även Dj Screw) tillsammans med bland andra; Lil Keke, Big Moe, Lil Flip och Trae. Z-ro debuterade 1998 med Look what you did to me. Efter att ha byggt upp ett namn i den amerikanska södern fick han ett skivkontrakt med Rap-a-lot records 2002. Hans genombrott utanför södern kom 2004 med hans kritikerrosade album: The Life of Joseph W. McVey.'
Ett vanligt återkommande tema i Z-Ros musik är hans egna erfarenheter av brottslighet och fattigdom.[källa behövs]